# 村岡栄一
村岡 栄一（むらおか えいいち、1949年6月28日 - ）は、日本の漫画家。福島県会津坂下町出身。

## 来歴
小学校3年生の時に貸本劇画誌「街」の新人賞に応募し始め4年生の時に佳作に入る。中学に入り「奇人クラブ」という同人誌を創刊、当時の仲間に岡田史子や和田あきのぶ等がいた。16歳の時に上京し、17歳の秋に、以前からファンレターを出してコンタクトを取っていた永島慎二の元へアシスタントとして入る（当時のアシスタント仲間に向後つぐおや三橋乙揶らがいた）。約1年4ヶ月アシスタントをしたのち独立、18歳の時「風船」（「COM」1968年5月号付録「ぐら・こん」Vol.1掲載）でデビューした。
1968年、貸本出版社の東考社から、村岡の責任編集により、岡田史子を中心とする「奇人クラブ」同人の作品を掲載した商業誌『アイ』を刊行。2号まで出た。
「コミックVAN」「漫画アクション」「少年キング」等に作品を発表した後、麻雀もの等を描くギャンブル劇画家として活躍する。麻雀漫画を執筆した最初期の人物であり、「コミックVAN」に1968年7月に発表された『麻雀と性と死』が史上初の麻雀漫画という説がある。麻雀漫画家としては「月刊漫画タウン」（徳間書店）に1984年より連載された『雀鬼北斗星』（原作・吉田幸彦）などがヒットしている。
2000年代以降は「実戦派ムラオカ」として、主にパチンコ漫画誌で活動した。「パチンコフィーバー」誌（一水社）では谷村ひとしと並ぶ看板作家として活躍。谷村と違ってオカルト打法には否定的だった。
2015年11月よりPixivで自伝的漫画『去年の雪』を断続的に発表。
2021年5月に脳出血で倒れ、右半身不随となるも、娘（村岡志保）のサポートにより、2021年9月開催のコミティアに初サークル参加。
2023年に村岡志保の編集により『去年の雪』の単行本を発売。本作で2024年度の第53回日本漫画家協会賞「まんが王国・土佐賞」を受賞する。

## トリビア
- 永島のアシスタントだった向後つぐお、村岡栄一、三橋乙揶（シバ）らは、永島の作品『若者たち』のモデルとなっている。これを原作としてドラマ化・映画化された『黄色い涙』の主人公・村岡のモデルが村岡栄一である。村岡の役は、1974年のドラマ版『銀河テレビ小説 黄色い涙』では森本レオが、2007年の映画版では嵐の二宮和也が務めた。
- 同人サークル「奇人クラブ」の会長として、会員の岡田史子（当時高校生）や大友克洋（当時高校生）が上京した時に世話をし、彼らのデビューのきっかけを作った。
- 娘の村岡志保は漫画編集者（2019年より少年画報社『ヤングキング』編集長）。

## 主要単行本リスト
- 風牌伝（原作・板坂康弘）（コミック社、1977年）
- 野球賭博（原作・谷あく斗）（芳文社、1977年）
- サマ師志願（実業之日本社、1978年）
- 天和旅情（実業之日本社、1978年）
- 雀鬼“都の西北”（原作・井上康）（双葉社、1978年）
- 風来の錠　麻雀旅（原作・灘麻太郎）（実業之日本社、1979年）
- 新宿麻雀物語（原作・梶川良）（双葉社、1979年）
- みずわり一杯の物語（双葉社、1980年）
- 喧嘩麻雀（原作・灘麻太郎）（芳文社、1981年）
- 麻雀　阿修羅伝（原作・板坂康弘）（双葉社、1981年）
- 雀鬼北斗星（原作・吉田幸彦）（笠倉出版社、1985年、全3巻）
- ムラオカのCR新海物語（一水社、2004年、全2巻）
- ムラオカのCR新海物語　激闘編（一水社、2004年）
- 実戦派ムラオカ（一水社、2005年）
- 去年の雪（少年画報社、2023年）